# Bruce Lewandowski
Bruce Alan Lewandowski CSsR (ur. 8 czerwca 1967 w Toledo) – amerykański duchowny rzymskokatolicki, biskup pomocniczy Baltimore w latach 2020–2025, biskup Providence od 2025.

## Życiorys
Święcenia kapłańskie otrzymał 7 maja 1994 w Zgromadzeniu Najświętszego Odkupiciela. Pracował głównie w zakonnych parafiach, był też m.in. wikariuszem biskupim archidiecezji Filadelfia ds. kultury oraz delegatem arcybiskupa Baltimore dla duszpasterstwa wiernych hiszpańskojęzycznych.
10 czerwca 2020 papież Franciszek mianował go biskupem pomocniczym archidiecezji Baltimore i biskupem tytularnym Croae. Sakry biskupiej udzielił mu 18 sierpnia 2020 roku arcybiskup William Lori, ordynariusz archidiecezji Baltimore.
8 kwietnia 2025 został mianowany biskupem diecezji Providence.